# SMS Braunschweig
SMS Braunschweig byla vedoucí loď bitevních lodí typu predreadnought stejnojmenné třídy postavených pro německé císařské námořnictvo. Její stavba byla zahájena v loděnici Germaniawerft v Kielu, kde byl v říjnu 1901 položen její kýl, v prosinci 1902 byla spuštěna na vodu a do služby byla uvedena v říjnu 1904. Jméno dostala po Brunšvickém vévodství (německy Braunschweig). Její výzbroj tvořily baterie čtyř děl ráže 280 mm (11 palců) a dosahovala maximální rychlosti 18 uzlů (33 km/h; 21 mph). Stejně jako všechny ostatní predreadnoughty postavené na přelomu století i Braunschweig rychle zastarala spuštěním revoluční HMS Dreadnought v roce 1906; v důsledku toho byla její kariéra bitevní lodi první linie zkrácena.
Loď po vstupu do služby sloužila ve II. eskadře německé floty. Během tohoto období byla zaměstnána rozsáhlým každoročním výcvikem a také návštěvami dobré vůle v zahraničí. Většinu své předválečné kariéry také sloužila jako vlajková loď. Braunschweig později překonaly nové bitevní lodě dreadnought, v roce 1913 byla vyřazena ze služby, ale znovu se do ní vrátila o rok později po vypuknutí první světové války, kde čelila ruskému baltskému loďstvu. Braunschweig se do akce dostala v srpnu 1915 během bitvy v Rižském zálivu, kdy se střetla s ruskou bitevní loď Slava.
Koncem roku 1915 nedostatek personálu a hrozba britských ponorek přinutily Kaiserliche Marine stáhnout starší bitevní lodě jako Braunschweig ze služby a zbytek války strávila nejprve jako velitelská loď, poté jako cvičná loď a nakonec jako plovoucí kasárna. Podle podmínek Versailleské smlouvy byla  po skončení války Německu ponechána a v letech 1921–22 modernizována. Braunschweig pak sloužila v Reichsmarine jako vlajková loď námořních sil přidělených k Severnímu moři. Podnikla několik plaveb do zahraničí, včetně plavby po Atlantiku v roce 1924. Loď byla znovu vyřazena ze služby v lednu 1926 a v březnu 1931 byla vyškrtnuta z námořního rejstříku a následně rozebrána do šrotu.